# Keen (Rongelap)
Keen (auch: Gejen Island, Gio Gio Island) ist ein Motu des Rongelap-Atolls der pazifischen Inselrepublik Marshallinseln.

## Geographie
Keen liegt im nördlichen Riffsaum des Rongelap-Atolls und bildet zusammen mit Romuraru den nördlichsten Punkt des Atolls. Die nächstgelegene Insel im Südosten, Lukuen, ist ca. 6 km entfernt. Die Insel ist unbewohnt und seit dem Kernwaffentest der Bravo-Bombe atomar verseucht.